# قسم اوباتو (مقاطعة ديواندرة)
قسم اوباتو (بالفارسية: دهستان اوباتو) هي منطقة سكنية تقع في ناحية كرفتو في إيران. يقدر عدد سكانها بـ 5,113 نسمة .